# José Foncea
José Antonio Foncea Aedo (Yungay, 15 de mayo de 1912 - Viña del Mar, 11 de marzo de 1984), fue un abogado y político demócrata-cristiano chileno. Fue senador entre 1965 y 1973.

## Biografía
Nació en Yungay el 15 de mayo de 1912. Hijo de Eleodoro Foncea Contreras y Petronila Aedo Carrasco.
Se casó con Nelly Muñoz Albornoz, tuvieron cinco hijos.
Estudió en el Seminario de Valparaíso y en la Universidad Católica de Valparaíso, donde recibió su título de Abogado en 1935. Su carrera profesional la desarrolló en la ciudad de Talca.

## Actividades Públicas
Sus actividades políticas las inició al inscribirse en el Partido Agrario Laborista en 1953, año en que además se desempeñó como Consejero de la Caja de Crédito Agrario.
En 1953 fue electo Diputado por la Duodécima Agrupación Departamental de “Talca, Lontué y Curepto“. Integró la Comisión Permanente de Trabajo y Legislación Social; la de Hacienda; la de Constitución, Legislación y Justicia; y de Agricultura y Colonización. Miembro de la Comisión Especial Investigadora de Negociaciones por Venta de Acero (1953/1954); Comisión Especial sobre Concesiones o Denegaciones de alzas (1954/1955) y Comisión Mixta de Presupuesto (1954/1955).
En 1957 fue reelegido diputado por la misma agrupación. Integró la Comisión Permanente de Trabajo y Legislación Social; de Asistencia Médico-Social e Higiene; la de Policía Interior y Reglamento; la de Gobierno Interior; la de Vías y Obras Públicas; y la de Educación Pública. Miembro de la Comisión Especial del Servicio Nacional de Salud, SNS (1957); Especial de Alzas de Artículos de Consumo (1958/1959); Especial de Vigencia Infantil (1958/1959); Comisión Investigadora de la Industria Azucarera Nacional, IANSA (1960/1962); y la Investigadora de la Línea Aérea Nacional, LAN (1961/1962).
En 1961 renunció al Partido Agrario Laborista e ingresó al Partido Democrático Nacional, siendo reelegido como diputado para el período 1961-1965. Integró las Comisiones Permanentes de Gobierno Interior; Constitución, Legislación y Justicia; Educación Pública; Hacienda; Mixta de Presupuesto y Vías y Obras Públicas.
En 1965 ingresó al Partido Demócrata Cristiano y resultó elegido como senador por la Sexta Agrupación Provincial “Curicó, Talca, Maule y Linares” por el período 1965-1973. Senador reemplazante en la Comisión Permanente de Constitución, Legislación , Justicia y Reglamento; en la de Defensa Nacional; y en la de Agricultura y Colonización. Fue miembro propietario del Comité Parlamentario Demócrata Cristiano. Entre las mociones presentadas durante este periodo, que más tarde fueron ley de la República están: la Ley N.º 16.403, de 2 de enero de 1966, sobre aporte estatal a la Municipalidad de San Clemente, para la celebración del Centenario de la comuna; Ley N.º 16.576, del 9 de noviembre de 1966, que pone el inmueble de propiedad fiscal a disposición del Centro Social y Deportivo de Reservistas de Chile de Talca, y la Ley N.º 17.244, del 29 de diciembre de 1969, correspondiente al centenario y conmemoración de la ciudad de Parral.
En las elecciones de 1973 fue reelegido Senador por la Sexta Agrupación, periodo 1973-1981. Senador reemplazante en la Comisión Permanente de Defensa Nacional; y en la de Trabajo y Previsión Social. El golpe de Estado del 11 de septiembre de 1973, puso término anticipado al periodo. El Decreto Ley 27, de 21 de septiembre de ese año, disolvió el Congreso Nacional, cesando en sus funciones a los parlamentarios en ejercicio a contar de esa fecha.
Falleció el 11 de marzo de 1984 en Viña del Mar.

## Historial electoral

### Elecciones parlamentarias de 1965
- Elecciones parlamentarias de 1965 a Senador por la Sexta Agrupación Provincial de Curicó, Talca, Maule y Linares Período 1965-1973 (Fuente: Dirección del Registro Electoral, Domingo 7 de marzo de 1965)

### Elecciones parlamentarias de 1973
- Elecciones parlamentarias de 1973 Senador Sexta Agrupación Provincial, Talca, Linares, Curicó y Maule Período 1973-1981 (Fuente: Diario El Mercurio, Martes 6 de marzo de 1973)